# Oguê

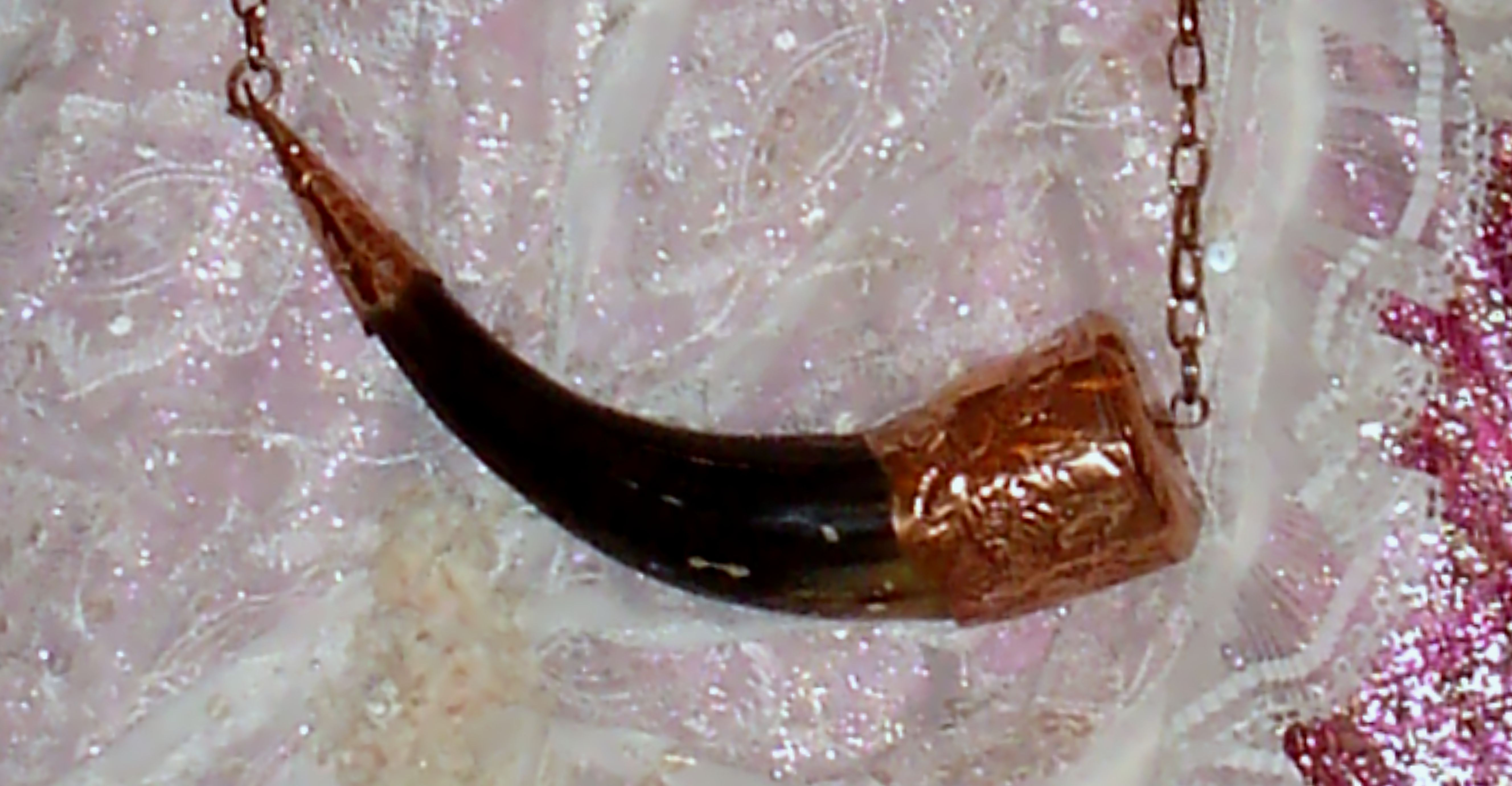
Oguê - candomblé.

Oguê é um apetrecho da cultura afro brasileira, inerente ao Orixá Oiá, Oxóssi e Obá. Objeto feito com chifre de boi ou de búfalo, utilizado como instrumento de percussão nos rituais internos de aguerê, sasanha, ilu acará e agueré, tem  finalidade específica de emanar a energia da fartura, utilizado como símbolo do poder nas vestimentas e assentamentos de alguns orixás, denominado de ibá orixá. Semelhante ao polvarim usado pelos caçadores.